# Salpetersyra

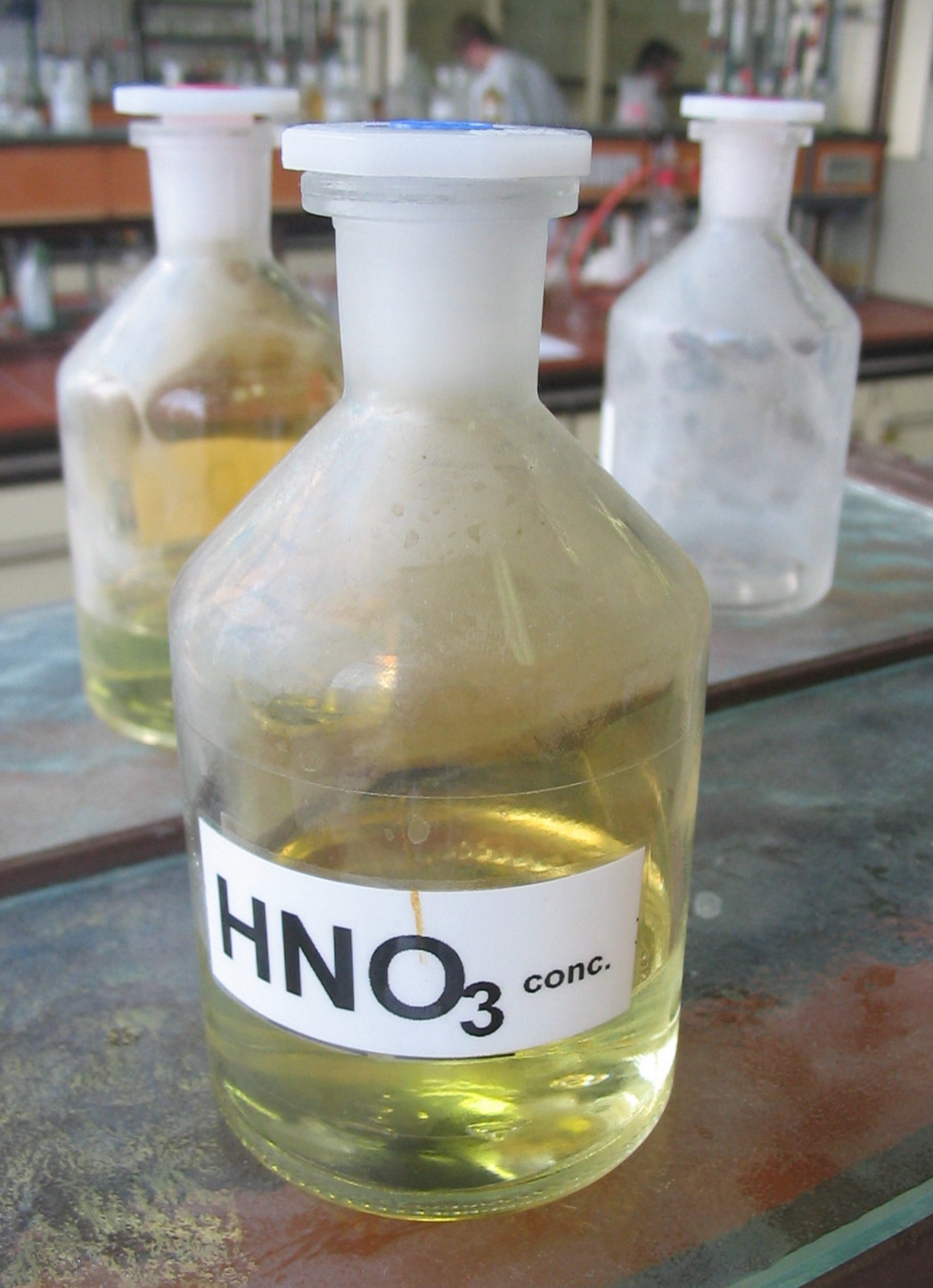
Koncentrerad salpetersyra

Salpetersyra (av latinets sal, salt och peter, klippa, se salpeter) är en starkt frätande syra med kemisk beteckning HNO3. Den har en stickande lukt. Salpetersyra är en starkt oxiderande syra som i uppvärmd form till och med kan lösa metallerna koppar och silver, något som till exempel inte saltsyra kan göra. Syran protolyseras fullständigt i vatten och har pKa = -2. 
Salpetersyra framställs industriellt framförallt genom Ostwaldprocessen där ammoniak (tillverkad genom Haber-Bosch-processen) först oxideras till kväveoxid (NO), som i sin tur oxideras till kvävedioxid (NO2), som slutligen löses i vatten varvid viss mängd kväveoxid återskapas och recirkuleras. Salpetersyra tillverkades tidigare genom upphettning av ett alkalinitrat med tämligen koncentrerad svavelsyra (H+ + NO3-  ⇄  HNO3) samt avdestillation av den bildade salpetersyran. Salpetersyra bildas också vid upplösning av det instabila ämnet dikvävepentoxid, N2O5, i vatten (N2O5 + H2O  →  2 HNO3).
Koncentrerad salpetersyra ryker vid rumstemperatur då nitrösa gaser (kväveoxider), i synnerhet NO2, avgår. Dessa ångor kan vara gul- eller rödaktiga, och är synnerligen irriterande, då de är giftiga och löser sig i fukt till att bilda små droppar av salpetersyra.
Syran är mycket viktig för tillverkning av handelsgödsel (ammoniumnitrat) och för tillverkning av sprängämnen såsom nitroglycerin och TNT. Den används också i etslösningar, såsom Nital, och som reagens i laboratorier.
Tillsammans med saltsyra bildar den kungsvatten, aqua regia, som är ett av mycket få ämnen som kan lösa guld och platina. De gamla bergsmännen kallade salpetersyran skedvatten (av tyska ordet scheiden, skilja, särskilja) eftersom det i malm kunde skilja silver från guld. Skedvattnet löser nämligen silver, men inte guld.
Salterna kallas nitrater, och är i allmänhet mycket lättlösliga i vatten.
Salpetersyra kan även bildas från rökgaserna vid förbränning. Den vanligen stabila kvävgasen kan oxideras av luftens syre på grund av den höga temperaturen. En blandning av kväveoxider med olika oxidationstal (NOx) bildas. Dessa reagerar sedan med vattenånga i luften och bildar HNO3, vilket bidrar till försurningen av sjöar och vattendrag samt grundvatten. 